# Josip Elez
Josip Elez, né le 25 avril 1994 à Split en Croatie, est un footballeur croate qui évolue au poste de défenseur central au Hajduk Split.

## Biographie

### Carrière en club

#### Débuts professionnels
Né à Split en Croatie, Josip Elez est formé par l'Hajduk Split. Il joue son premier match en professionnel le 27 avril 2012, lors d'une rencontre de championnat face au NK Inter Zaprešić. Il entre en jeu à la place de Josip Radošević et son équipe s'incline par un but à zéro.
Le 10 juillet 2013 il rejoint la Lazio Rome.
Le 25 juin 2015, Josip Elez est prêté par la Lazio à l'AGF Aarhus pour une saison. En février 2016, Elez fait part de son envie de poursuivre l'aventure à l'AGF au-delà de son prêt, alors que son entraîneur Glen Riddersholm (en) souhaite le garder et que la Lazio ne compte pas le conserver. Cependant, en juin 2016 il est annoncé que Josip Elez ne continuera pas avec le club d'Aarhus et a trouvé un nouveau club.

#### Hanovre
En janvier 2018, Josip Elez est prêté jusqu'à la fin de la saison au Hanovre 96 avec option d'achat. Il rejoint définitivement le club à l'été 2018.

#### Retour à l'Hajduk Split
Le 28 mai 2021 est annoncé le retour de Josip Elez au club de ses débuts, l'Hajduk Split,;

### En sélection nationale
Josip Elez représente l'équipe de Croatie des moins de 17 ans, jouant quatre matchs en 2011, et un but marqué.
Le 10 octobre 2016 Josip Elez fête sa première sélection avec l'équipe de Croatie espoirs contre la Suède. Son équipe s'incline par quatre buts à deux ce jour-là.

## Palmarès
Hajduk Split
- Vainqueur de la Coupe de Croatie en 2022.